# Petar Šolic
Petar Šolic (* 5. Juni 1948 in Neoric; † 6. Dezember 1992) war ein kroatischer Geistlicher.
Šolic wurde am 7. Juli 1974 zum Priester geweiht. Papst Johannes Paul II. ernannte ihn am 14. Dezember 1991 zum Titularbischof von Mauriana und Weihbischof in Split-Makarska. Der Papst persönlich spendete ihn am 6. Januar 1992 die Bischofsweihe. Mitkonsekratoren waren Giovanni Battista Re, damals Offizial des Staatssekretariats, und Josip Uhač, Apostolischer Nuntius in Deutschland.